# Nas Ne Dogonyat
Nas Ne Dagoniat (cirílico: "Нас не догонят"; Traducción: "No nos atraparán") es un tema musical del grupo ruso t.A.T.u. (integrado por las cantantes Lena Katina y Julia Volkova y por los músicos Troy MacCubbin, Sven Martin, Domen Vajevec y  Steve Wilson) que se dio a conocer como el segundo sencillo de su álbum debut 200 Po Vstrechnoy lanzado en marzo de 2001 en Rusia en conjunto con el vídeo de la canción. En 2003 es lanzada la versión en inglés Not Gonna Get Us para el disco 200 km/h in the Wrong Lane

## Vídeo Musical
Dirigido por Ivan Shapovalov, se convierte en el vídeo rodado en Rusia más caro de la historia. La grabación duró exactamente 3 días con la utilización de tomas desde un helicóptero y cámaras montadas. Comienza con fotos de identificación policiales de Yulia y Lena y sonidos de teléfonos en segundo plano. A continuación, se encuentran en un aeropuerto donde roban un camión cisterna y salen a través de un hangar rompiendo la puerta. Conducen el camión por un área nevada ignorando un cartel que dice "Объезд" (desvío) y atropellan a un trabajador de las carreteras que está fumando (Interpretado por Ivan Shapovalov).  
La versión corta finaliza mientras se ven las niñas de pie en la parte superior del camión en movimiento, abrazándose en señal de triunfo.
En la versión larga del vídeo en una de las últimas tomas podemos observar como el camión se acerca rápidamente a unas siluetas de tamaño real de ellas mismas que se ven una a la otra unidas por unas esposas, el camión se acerca hasta atropellarlas mientras en la parte superior del camión se encuentran las chicas, esto crea una especie de acertijo dando a entender que tal vez, las cosas se salieron de control.

## Lista de Pistas
CD Single — 2003
- Ya Soshla S Uma
- Nas Ne Dogonyat
- 30 Minutes
- All The Things She Said

## Posiciones
| País                  | Posición |
| --------------------- | -------- |
| Letonia Airplay Chart | 5        |
| Polonia Top 30        | 1        |
| Rumania Top 100       | 1        |
| Russia TopHit 100     | 1        |